# Nowooleksandriwka (Beryslaw)
Nowooleksandriwka (ukrainisch Новоолександрівка; russisch Новоалександровка/Nowoaleksandrowka) ist ein Dorf im Süden der Ukraine, etwa 118 Kilometer nordöstlich der Oblasthauptstadt Cherson am Flusslauf der Skotowata (Скотовата) in einer Bucht des Kachowkaer Stausees gelegen.
Der Ort wurde offiziell 1924 von Siedlern aus dem Gouvernement Kostroma gegründet. Südöstlich am Ufer des Stausees befinden sich die Reste eines Schlosses der Familie Falz-Fein.
Im Verlauf des russischen Überfalls auf die Ukraine wurde der Ort im März 2022 durch russische Truppen besetzt, am 3. Oktober 2022 wurde der Ort wieder durch die ukrainische Armee zurückerobert.

## Verwaltungsgliederung
Am 12. Juni 2020 wurde das Dorf zum Zentrum der neugegründeten Landgemeinde Nowooleksandriwka (Новоолександрівська сільська громада/Nowoleksandriwska silska hromada). Zu dieser zählen auch noch die 8 in der untenstehenden Tabelle aufgelisteten Dörfer, bis dahin bildete es die gleichnamige Landratsgemeinde Nowooleksandriwka (Новоолександрівська сільська рада/Nowoleksandriwska silska rada) im Südosten des Rajons Nowoworonzowka.
Seit dem 17. Juli 2020 ist sie ein Teil des Rajons Beryslaw.
Folgende Orte sind neben dem Hauptort Nowooleksandriwka Teil der Gemeinde:
| Name                     | Name          | Name                           |
| ukrainisch transkribiert | ukrainisch    | russisch                       |
| ------------------------ | ------------- | ------------------------------ |
| Biljajiwka               | Біляївка      | Беляевка (Beljajewka)          |
| Hawryliwka               | Гаврилівка    | Гавриловка (Gawrilowka)        |
| Majske                   | Майське       | Майское (Maiskoje)             |
| Mychajliwka              | Михайлівка    | Михайловка (Michailowka)       |
| Petropawliwka            | Петропавлівка | Петропавловка (Petropawlowka)  |
| Solota Balka             | Золота Балка  | Золотая Балка (Solotaja Balka) |
| Tscherwone               | Червоне       | Червоное (Tscherwonoje)        |
| Ukrajinka                | Українка      | Украинка (Ukrajinka)           |